# Lista över orter på Isle of Man
Lista på orter på Isle of Man.
- Andreas Andreas
- Baldrine Balley Drine
- Ballabeg Balley Beg
- Ballasalla Balley Salley
- Ballaugh Balley ny Loughey
- Bride Bride
- Castletown Balley Cashtal
- Crosby Crosbee
- Douglas Doolish (Isle of Mans huvudstad)
- Foxdale Forsdal
- Glen Maye Glion Maye
- Jurby Jourbee
- Laxey Laksaa
- Marown
- Niarbyl
- Onchan Kione Droghad
- Peel Purt ny hInshey
- Port Erin Purt Chiarn
- Port St Mary Purt le Moirrey
- Ramsey Rhumsaa
- St. Johns Balley Keill Eoin
- Union Mills  Myllin Doo Aah